# Rihito Takarai
Rihito Takarai (宝井 理人?, Takarai Rihito; Hiroshima, 17 ottobre 1989) è una fumettista giapponese.
Molte delle sue opere (ad eccezione di Graineliers) sono di genere yaoi.

## Opere
- Torikagosou no Kyou mo Nemutai Juunin-tachi (disegni, con Yukako Kabei, 2007-2011)
- Seven Days (disegni, con Tachibana Venio, 2007-2009)
- Hana nomi zo Shiru (2009-2012)
- Otonashi Sekai (disegni, con Rio Sugihara, 2010)
- Kakemakumo Kashikoki (disegni, con Miryu Masaya, 2010)
- Tengoku wo Yumemiteru (disegni, con Kagura Hinatsu, 2011)
- Hana no Miyako de (2012-2013)
- Ten Count (2013)
- Kimi ga Suki datta (disegni, con Yuu Nagira, 2013)
- Graineliers (2013-in corso)
- Yowamushi Pedal Koushiki Anthology: Houkago Pedal (2014)
- Kirschblüte (disegni, con Sarara Minazuki, 2015)